# 合胞素-1
合胞素-1（Syncytin-1，enverin）是一种在人类和其他灵长类动物中发现的蛋白质，它由ERVW-1基因编码。 該基因是一种内源性病毒元件，它是2500万年前逆转录病毒感染人類後的残余物。合胞素有助於胎盘发育。

## 外部鏈接
- ERVW-1 （页面存档备份，存于） on the Atlas of Genetics and Oncology（英语：Atlas of Genetics and Cytogenetics in Oncology and Haematology）